# Giovanni Soranzo

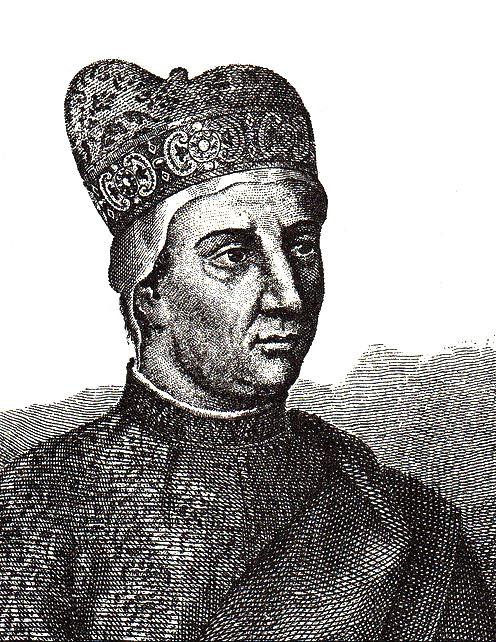
Doge Giovanni Soranzo

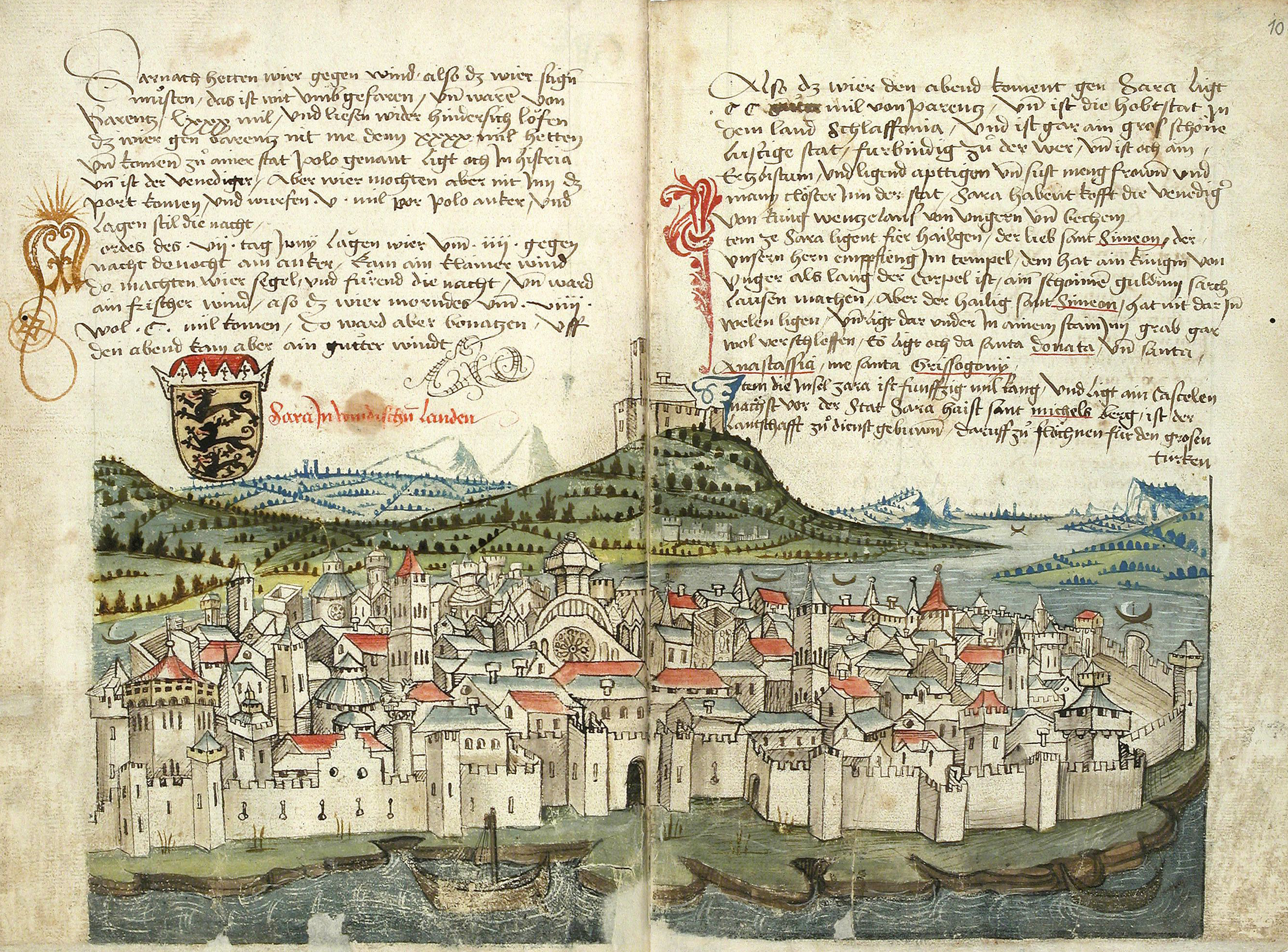
Zadar in Dalmatië, in het Italiaans Zara (15e-eeuws manuscript). Soranzo was er tweemaal burggraaf en, als doge, belegeraar.

Giovanni Soranzo (Venetië, circa 1245 – aldaar, 31 december 1328) was een politicus, militair en diplomaat in de republiek Venetië. Hij was er de 51e doge (1312-1328). Zijn bestuur werd gekenmerkt door een periode van vrede voor de republiek.

## Levensloop

### Voor zijn verkiezing tot doge
Hij was een zoon van Antonio Soranzo, procurator van San Marco. De politieke carrière van Giovanni Soranzo startte met het lidmaatschap van de Maggior Consiglio of de Grote Raad van de republiek (vanaf 1264). Later klom hij op tot lid van de Kleine Raad en Raadslid van de doge (vanaf 1290).
Als burgerlijke ambten bekleedde Soranzo onder meer dat van burgemeester. Hij was burgemeester van Poreč in Istrië (1284), Chioggia (1294), Izola in Istrië (circa 1295) en Pula in Dalmatië (1299). Hij was tweemaal burggraaf van Zadar (1301-1303; 1305-1307). Tussenin was Soranzo ambassadeur samen met Andrea Sanduo bij Frederik III, koning van Sicilië (circa 1300) en in Egypte (circa 1304). In 1307 was hij ambassadeur bij Azzo VIII d’Este, heer van Ferrara in het buurland Ferrara. Soranzo kon hem de steun van Venetië aanbieden tegen de paus, doch na Azzo’s dood, veroverden de Venetianen Ferrara. Soranzo moest burgemeester zijn van het bezette Ferrara van 1308 tot 1309, op bevel van doge Marino Zorzi. Paus Clemens V strafte Venetië door hen in de ban van de Roomse Kerk te slaan; pauselijke troepen heroverden Ferrara in 1309. Van 1309 tot 1312 was Soranzo procurator van San Marco, zoals zijn vader ooit geweest was. 
Als militair ambt bekleedde Soranzo de functie van marineofficier. In 1296 voer hij met een vloot naar de Zwarte Zee, waar hij een galei van de republiek Genua enterde en veroverde. Vervolgens sloten andere Venetiaanse oorlogsschepen zich bij hem aan en vielen ze de Genuese kolonie Caffa aan, op de Krim. Soranzo spaarde de havenstad maar vernielde alle galeien van de Genuezen. In 1309 leidde Soranzo een vloot tegen Ferrara met als doel de benedenloop van de Po te controleren. Soranzo leed zware verliezen op de Po en bekleedde sindsdien geen militair ambt meer.

### Doge
Op 13 juli 1312 werd Soranzo tot doge verkozen, na de dood van Marino Zorzi. Het beleid van Soranzo was er een van vrede omdat hij ernaar streefde gewapende conflicten te beëindigen of te voorkomen. Zijn rechterhand hierin was Tanto, die in totaal meer dan veertig jaar kanselier van het dogepaleis was.
- Een delegatie van Venetië trok naar Avignon, naar paus Clemens V (1312). Na lange onderhandelingen hief Clemens V de banvloek op (1313). De Venetianen lieten het buurland Ferrara ongemoeid.
- Het conflict met Ferrara en de paus had Venetië intern verdeeld. Er was het kamp van de pausgezinden[2] en dat van de aanhangers van territoriale uitbreiding. Doge Soranzo liet alle vonnissen over samenzweerders uitvoeren die onder zijn voorganger waren geveld. Dit betekende voor hem dat zijn eigen dochter naar het klooster werd gestuurd en zijn schoonzoon verbannen.
- Het opstandige Zadar in Dalmatië liet hij belegeren (1312). In 1313 onderwierp de stad zich aan de eisen van doge Soranzo. In de jaren 1320 volgden gelijkaardige plichten voor de handelssteden Sibenik, Split en Nin aan de Dalmatische kust.
- Met de opdringerige Cangrande della Scala, heer van Verona, sloot de doge een overeenkomst (1317).
- Met verschillende steden in Noord-Italië zoals Milaan sloot hij een niet-aanvalspact, wat commerciële zekerheid gaf in de Povlakte.
- Doge Soranzo weigerde elke medewerking aan een nieuwe kruistocht (jaren 1320).
- Doge Soranzo sloot nieuwe handelspacten met het Byzantijnse Rijk, het keizerrijk Trebizonde, het koninkrijk Cilicisch-Armenië, het kruisvaarderskoninkrijk Cyprus, het koninkrijk Sicilië en het Hafsidenrijk in Tunesië. De piraterij door Ottomanen en Genuezen werd tot een minimum herleid. Dit betekende een stabiliteit voor de Venetiaanse handelsvloot in de Middellandse Zee.
- Hij bevorderde de handelscontacten met Brugge in het graafschap Vlaanderen en met het koninkrijk Engeland. Deze Atlantische routes waren een uitbreiding van de Venetiaanse zeemacht.

Ondanks de rust in de hoofdstad Venetië kwam een samenzwering aan het licht en dit in het laatste jaar van zijn bestuur (1328). Alle samenzweerders werden geëxecuteerd. Na zijn dood werd Soranzo begraven in de San Marcobasiliek, de huiskerk van het dogepaleis. Francesco Dandolo volgde hem op als doge in 1329.
Er bestond van doge Soranzo een getekend portret uit de 14e eeuw; het was het enige eigentijdse portret van hem. Het werd bewaard in het Rijksarchief van Venetië. In de 20e eeuw werd de diefstal van het portret vastgesteld.